# Pokrajina Forlì - Cesena
Pokrajina Forlì - Cesena (italijansko provincia di Forlì-Cesena) je pokrajina v deželi Emilija - Romanja v Italiji. Njeni glavni mesti sta Forlì in Cesena. Pokrajina ima od leta 2016 394.273 prebivalcev na površini 2378,4 kvadratnih kilometrov. Vsebuje 30 občin. Čeprav je blizu neodvisne Republike San Marino, Forlì - Cesena nima kopenske meje s suvereno državo.

## Zgodovina
Forli je ustanovil rimski konzul Mark Livij Salinator in je bil leta 188 pred našim štetjem povezan z Via Aemilia. Do 12. stoletja je postal gibelinska občina in vojaška garnizija. Sveti sedež je leta 1278 začel majhen poskus vladanja Forlìja, vendar je družina Ordelaffi vodila mesto od leta 1315 do 1480. Mesto sta kasneje vodila Girolamo Riario in njegova žena Caterina Sforza; v tem obdobju je Sveti sedež poskušal ponovno prevzeti nadzor, vendar je bil neuspešen. Španski papež Aleksander VI. je svojemu sinu Cesareju Borgii, vojvodi Valentinoisovemu, ukazal v Forlì in druge občine v regiji; Borgia je uspešno pridobil nadzor nad Forlijem leta 1500, vendar ga je izgubil leta 1503, po smrti Aleksandra VI. Do nastanka Kraljevine Italije je ostal pod oblastjo Svetega sedeža.
Cesena je bila najprej v lasti Rimljanov do padca Rima, ko jo je prevzelo Bizantinsko cesarstvo. Po tem je bila v lasti ravenskih nadškofov. V obdobju sporov med gvelfi in gibelini je Sveti sedež od Ordelafijev prevzel Ceseno. Čete protipapeža Klemena VII. so leta 1377 Ceseno skoraj popolnoma uničile, papež pa je mesto dal rodbini Malatesta. Potem ko je rodbina Malatesta nadzorovala mesto od leta 1378 do 1465, je Sveti sedež ponovno prevzel nadzor. Leonardo da Vinci je zasnoval pristanišče Cesenatico. Pod papeško oblastjo je ostala do združitve Italije.
Leta 1921 je prišlo do hitrega napredovanja fašističnega gibanja v regiji, ki so ga sprožila vprašanja, povezana z agrarno reformo. Stavbe, ki so pripadale republikancem in socialistom, je zasegel ali požgal Italo Balbo, 29. julija pa se je s svojimi možmi preselil po pokrajinah Ravena in Forlì ter zažgal vse sedeže socialističnih organizacij v noči groze, ki so jo pozneje poimenovali »ognjeni steber«. To je bil ključni trenutek v napredovanju fašizma v severni Italiji.

### Zgodovinske zanimivosti
Do leta 1992 je bilo ozemlje današnje pokrajine Forlì-Cesena združeno z današnjo pokrajino Rimini, pod skupnim imenom Pokrajina Forlì. Po odcepitvi pokrajine Rimini je mesto Cesena zahtevalo iste pravice Forlija, zato je nova pokrajina dobila dvojno ime. Od skupnih 60 občin v pokrajini, jih 30 spada pod upravo Forlìja in 30 pod upravo Cesene.

## Geografija
Pokrajina Forlì - Cesena je ena od devetih pokrajin v deželi Emilija - Romanja na severovzhodu Italije. Skupaj z Riminijem je najjužnejša izmed pokrajin v deželi in se na kratki razdalji naslanja na Jadransko morje. Pokrajina Ravena leži takoj na severu in pokrajina Mantova v Lombardiji na severozahodu. Na zahodu leži metropolitansko mesto Firence v deželi Toskana, pokrajina Arezzo, prav tako v Toskani, leži na jugu, pokrajina Rimini pa na jugovzhodu. Glavno mesto pokrajine je mesto Forlì, ki je na bregu reke Montone približno 70 km jugovzhodno od Bologne.

### Večje občine
Večje občine so (podatki 31.05.2007):
| Mesto                  | Prebivalcev |
| ---------------------- | ----------- |
| Forlì                  | 118.352     |
| Cesena                 | 97.074      |
| Cesenatico             | 25.977      |
| Savignano sul Rubicone | 17.833      |
| Forlimpopoli           | 13.216      |

## Naravne zanimivosti
Reka Bidente je bila pri kraju Ridracoli zajezena in tvori veliko umetno jezero. Voda je zajeta v polkrožno zacementirano dolino, ki meri 103,5 metrov v globino in 432 metrov v dolžino. Jezero, ki je zbiralnik vseh izvirnih voda okolice, je opremljeno z najmodernejšo tehnologijo za pridobivanje pitne vode. Kapaciteta je 33 milijonov kubikov, kar zadostuje za preskrbo vse Romanje.
Seznam zavarovanih območij v pokrajini:
- Narodni park Foreste Casentinesi, Monte Falterona e Campigna (Parco nazionale delle Foreste Casentinesi, Monte Falterona e Campigna)
- Naravni rezervat Bosco di Scardavilla (Riserva naturale orientata Bosco di Scardavilla)
- Naravni rezervat Sasso Fratino (Riserva naturale Sasso Fratino)